# マット・ヒューズ

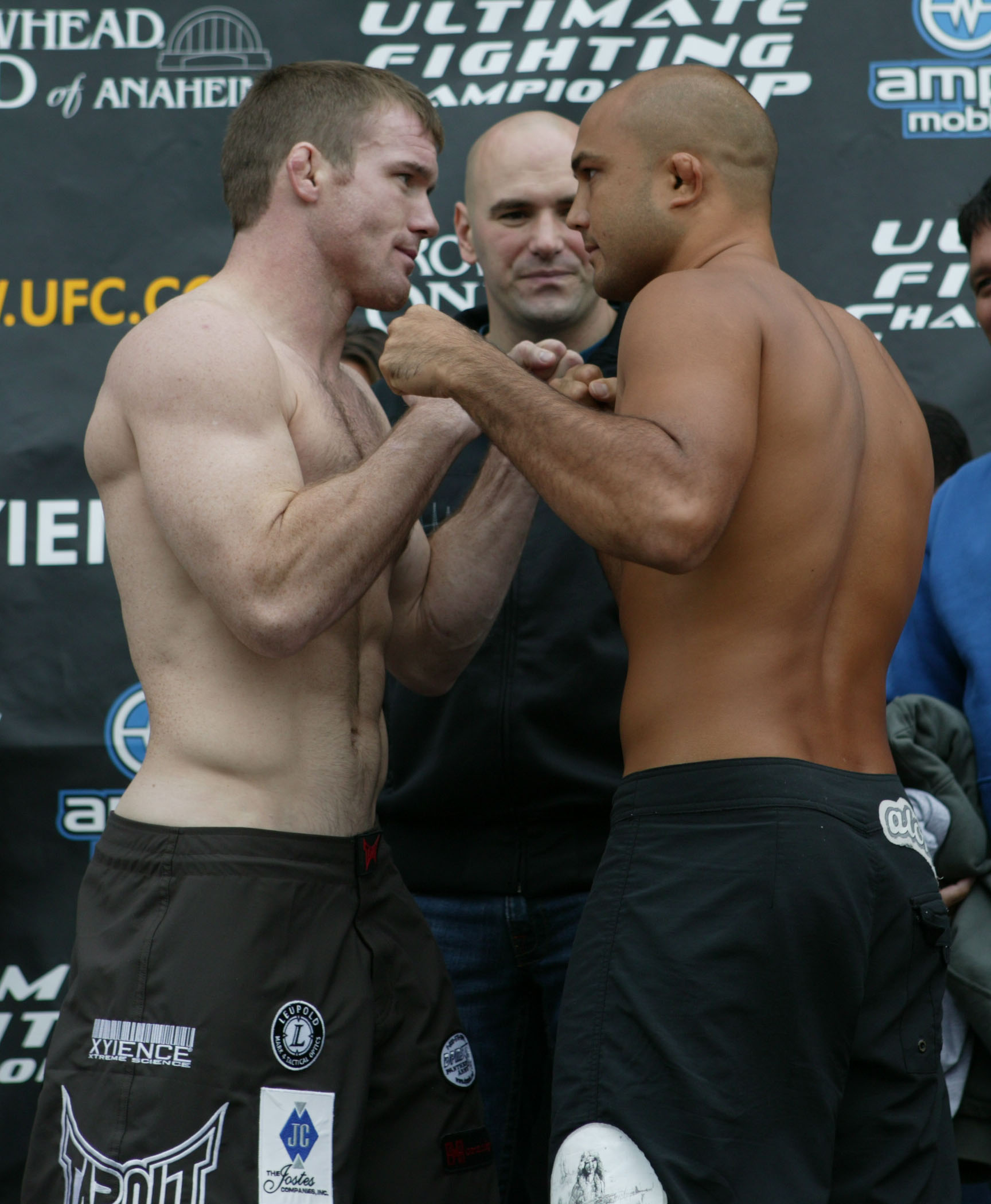
UFC 63の前日計量を終え、ペンと向かい合うヒューズ

マット・ヒューズ（Matt Hughes、1973年10月13日 - ）は、アメリカ合衆国の男性総合格闘家。イリノイ州ヒルズボロ出身。第3代・第5代UFC世界ウェルター級王者。UFC殿堂入り。

## 概要
筋骨隆々の肉体から繰り出される並外れたパワーを駆使したテイクダウン、また強烈なグラウンド&パウンドを武器に、UFC世界ウェルター級王座を2度獲得し、王座在位中にはパウンド・フォー・パウンド最強と称された。2000年代のUFCを代表する選手の一人で、史上最高のウェルター級選手の一人とされている。サイドポジションから自身の脚と腕で相手の両腕を固定して、頭部にパウンドや肘打ちを放つマット・ヒューズ・ポジションを得意としていた。

## 来歴
ヒルズボロ高校時代はレスリングで、イリノイ州王者に2度なり、オールアメリカンに選出された。イースタン・イリノイ大学でもレスリングを続け、NCAAディビジョン1で2度オールアメリカンに選ばれた。
パット・ミレティッチの指導を受け1998年に総合格闘技デビュー。
1999年5月29日、初参戦となった修斗で郷野聡寛と対戦し、判定勝ちを収めた。
1999年9月24日、UFC初参戦となったUFC 22でヴァレリ・イグナトフと対戦し、判定勝ちを収めた。
2000年12月にデニス・ホールマンに敗れてからしばらくの間はUFCからのオファーが途絶えるが、日本のリングスなどで実績を重ねた。
2001年11月2日、UFC 34のUFC世界ウェルター級タイトルマッチで王者のカーロス・ニュートンに挑戦。ニュートンに三角絞めを極められたまま持ち上げた際に失神してしまうが、そのままニュートンをスラムでマットに落として失神させた。両者が失神する事態となったが、裁定はヒューズのKO勝ちとなり王座獲得に成功した。
2002年3月22日には、UFC 36のUFC世界ウェルター級タイトルマッチで挑戦者の桜井"マッハ"速人にTKO勝ちし、初防衛に成功。
2002年7月13日、UFC 38のUFC世界ウェルター級タイトルマッチで挑戦者のカーロス・ニュートンと再戦し、王座の2度目の防衛に成功。
2002年11月22日、UFC 40のUFC世界ウェルター級タイトルマッチで挑戦者のギル・カスティーリョと対戦し、王座の3度目の防衛に成功。
2003年4月25日、UFC 42のUFC世界ウェルター級タイトルマッチで挑戦者のショーン・シャークと対戦し、王座の4度目の防衛に成功。
2003年11月21日、UFC 45のUFC世界ウェルター級タイトルマッチで挑戦者のフランク・トリッグと対戦し、王座の5度目の防衛に成功。
2004年1月31日、UFC 46のUFC世界ウェルター級タイトルマッチでライト級から転向した挑戦者のBJ・ペンにチョークスリーパーで一本負けを喫し王座陥落した。
2004年10月22日、UFC 50のUFC世界ウェルター級王座決定戦でジョルジュ・サンピエールと対戦し、腕ひしぎ十字固めで一本勝ちを収め王座獲得に成功した。
2005年4月16日、UFC 52のUFC世界ウェルター級タイトルマッチで挑戦者のフランク・トリッグを大逆転劇で破り、王座の初防衛に成功した。
2005年8月から11月にかけて放送されたリアリティ番組「The Ultimate Fighter」のシーズン2でリッチ・フランクリンと共にそれぞれのチームのコーチを務めた。
2006年5月27日、UFC 60でホイス・グレイシーと175ポンド契約のキャッチウェイトで対戦し、バックマウントからのパウンドでTKO勝ち。この試合のPPV件数は62万件を突破した。
2006年9月23日、UFC 63のUFC世界ウェルター級タイトルマッチで挑戦者のBJ・ペンとのリベンジマッチを行い、TKOで勝ちを収め王座防衛に成功。ファイト・オブ・ザ・ナイトを受賞した。
2006年11月18日、UFC 65のUFC世界ウェルター級タイトルマッチで挑戦者のジョルジュ・サンピエールと再戦し、TKO負けを喫し王座陥落した。
2007年9月から「The Ultimate Fighter」のシーズン6でマット・セラと共にそれぞれのチームのコーチを務めた。同年、自らのトレーニングチーム、H.I.T.(Hughes Intensive Training)スクワッドを立ち上げるため、長年在籍したミレティッチMAを脱退した。
2007年12月29日、UFC 79でUFC世界ウェルター級王者マット・セラへの挑戦が予定されていたが、セラの負傷により同級暫定王座決定戦でジョルジュ・サンピエールと再戦し、腕ひしぎ十字固めで一本負けを喫し王座獲得に失敗した。
2008年6月7日、UFC 85でチアゴ・アウベスと対戦し、2Rに跳び膝蹴りでダウンしパウンドでTKO負け。この試合はアウベスの4ポンドの体重超過により、175ポンドのキャッチウェイトバウトとして行われた。
2009年5月23日、UFC 98でマット・セラと対戦し、3-0の判定勝ち。ファイト・オブ・ザ・ナイトを受賞した。
2010年4月10日、アブダビで開催されたUFC 112ではヘンゾ・グレイシーと対戦。3Rにローキックで数度のダウンを奪い、試合終了間際にはジャブ・ワンツーのコンビネーションでダウンさせ、TKO勝ちを収めた。
2010年8月7日、UFC 117でヒカルド・アルメイダと対戦し、変形アナコンダチョークで一本勝ち。サブミッション・オブ・ザ・ナイトを受賞した。
2010年11月20日、UFC 123でBJ・ペンと対戦し、開始21秒右ストレートからのパウンドでKO負けを喫した。ペンとのラバーマッチであったが、通算対戦戦績は1勝2敗となった。
2011年9月24日、UFC 135でジョシュ・コスチェックと対戦し、パウンドでKO負けを喫した。
2013年1月24日に引退を表明し、ズッファの選手育成兼管理部長に就任した。
2017年6月16日、イリノイ州レイモンドでトラックを運転中、列車と接触事故を起こし頭部に重傷を負った。

## 人物・エピソード
- 総合格闘家のマーク・ヒューズは双子の兄。
- 2008年1月に出版した自伝「Made in America」がニューヨーク・タイムズのベストセラーリスト入りを果たしている。
- 2020年3月23日に自身のインスタグラムにUFC 36で対戦した桜井"マッハ"速人との試合について、「私は自分の試合を見るのは嫌いなんだが、もし1試合見るとすればこの試合になる。この試合は私の気に入ってる試合の1つなんだ。個人的には私のキャリアでベストパフォーマンスの試合だったと思っている。私はこの試合で勝利するとは予想されていなかった。アンダードッグだったんだ。コメンテーター達でさえ私が負けるだろうと分かっていた。この試合は桜井のUFCデビュー戦だった。彼を4ラウンドでTKOして、ベルトの防衛に成功したんだ。この試合が遠い昔のことだなんて信じられないな... #ufc36 #ufc」と投稿した[7]。

## 戦績

### 総合格闘技
| 総合格闘技 戦績 | 総合格闘技 戦績 | 総合格闘技 戦績 | 総合格闘技 戦績 | 総合格闘技 戦績 | 総合格闘技 戦績 | 総合格闘技 戦績 |
| --------------- | --------------- | --------------- | --------------- | --------------- | --------------- | --------------- |
| 54 試合         | (T)KO           | 一本            | 判定            | その他          | 引き分け        | 無効試合        |
| 45 勝           | 17              | 18              | 10              | 0               | 0               | 0               |
| 9 敗            | 5               | 4               | 0               | 0               | 0               | 0               |

| 勝敗 | 対戦相手                   | 試合結果                             | 大会名                                                              | 開催年月日     |
| ×    | ジョシュ・コスチェック     | 1R 4:59 KO（パウンド）               | UFC 135: Jones vs. Rampage                                          | 2011年9月24日  |
| ×    | BJ・ペン                   | 1R 0:21 KO（右ストレート→パウンド）  | UFC 123: Rampage vs. Machida                                        | 2010年11月20日 |
| ○    | ヒカルド・アルメイダ       | 1R 3:15 変形アナコンダチョーク       | UFC 117: Silva vs. Sonnen                                           | 2010年8月7日   |
| ○    | ヘンゾ・グレイシー         | 3R 4:40 TKO（スタンドパンチ連打）    | UFC 112: Invincible                                                 | 2010年4月10日  |
| ○    | マット・セラ               | 5分3R終了 判定3-0                    | UFC 98: Evans vs. Machida                                           | 2009年5月23日  |
| ×    | チアゴ・アウベス           | 2R 1:02 TKO（跳び膝蹴り→パウンド）   | UFC 85: Bedlam                                                      | 2008年6月7日   |
| ×    | ジョルジュ・サンピエール   | 2R 4:54 腕ひしぎ十字固め             | UFC 79: Nemesis 【UFC世界ウェルター級暫定王座決定戦】               | 2007年12月29日 |
| ○    | クリス・ライトル           | 5分3R終了 判定3-0                    | UFC 68: The Uprising                                                | 2007年3月3日   |
| ×    | ジョルジュ・サンピエール   | 2R 1:25 TKO（左ハイキック→パウンド） | UFC 65: Bad Intentions 【UFC世界ウェルター級タイトルマッチ】        | 2006年11月18日 |
| ○    | BJ・ペン                   | 3R 3:53 TKO（パウンド）              | UFC 63: Hughes vs. Penn 【UFC世界ウェルター級タイトルマッチ】       | 2006年9月23日  |
| ○    | ホイス・グレイシー         | 1R 4:39 TKO（パウンド）              | UFC 60: Hughes vs. Gracie                                           | 2006年5月27日  |
| ○    | ジョー・リッグス           | 1R 3:28 チキンウィングアームロック   | UFC 56: Full Force                                                  | 2005年11月19日 |
| ○    | フランク・トリッグ         | 1R 4:05 チョークスリーパー           | UFC 52: Couture vs. Liddell 2 【UFC世界ウェルター級タイトルマッチ】 | 2005年4月16日  |
| ○    | ジョルジュ・サンピエール   | 1R 4:59 腕ひしぎ十字固め             | UFC 50: The War of '04 【UFC世界ウェルター級王座決定戦】            | 2004年10月22日 |
| ○    | ヘナート・ヴェリッシモ     | 5分3R終了 判定3-0                    | UFC 48: Payback                                                     | 2004年6月19日  |
| ×    | BJ・ペン                   | 1R 4:39 チョークスリーパー           | UFC 46: Supernatural 【UFC世界ウェルター級タイトルマッチ】          | 2004年1月31日  |
| ○    | フランク・トリッグ         | 1R 3:54 チョークスリーパー           | UFC 45: Revolution 【UFC世界ウェルター級タイトルマッチ】            | 2003年11月21日 |
| ○    | ショーン・シャーク         | 5分5R終了 判定3-0                    | UFC 42: Sudden Impact 【UFC世界ウェルター級タイトルマッチ】         | 2003年4月25日  |
| ○    | ギル・カスティーリョ       | 1R終了時 TKO（ドクターストップ）     | UFC 40: Vendetta 【UFC世界ウェルター級タイトルマッチ】              | 2002年11月22日 |
| ○    | カーロス・ニュートン       | 4R 4:37 TKO（パウンド）              | UFC 38: Brawl at the Hall 【UFC世界ウェルター級タイトルマッチ】     | 2002年7月13日  |
| ○    | 桜井"マッハ"速人           | 4R 3:01 TKO（マウントパンチ）        | UFC 36: Worlds Collide 【UFC世界ウェルター級タイトルマッチ】        | 2002年3月22日  |
| ○    | カーロス・ニュートン       | 2R 1:27 KO（バスター）               | UFC 34: High Voltage 【UFC世界ウェルター級タイトルマッチ】          | 2001年11月2日  |
| ○    | スティーブ・ガム           | 2R 3:18 TKO（パンチ連打）            | Extreme Challenge 43                                                | 2001年9月8日   |
| ○    | 金原弘光                   | 延長R終了 判定3-0                    | リングス WORLD TITLE SERIES 〜旗揚げ10周年記念特別興行〜            | 2001年8月11日  |
| ○    | チャット・ラベンダー       | 3R 2:31 肩固め                       | Extreme Challenge 41                                                | 2001年7月13日  |
| ○    | スコット・ジョンソン       | 1R 3:24 KO（パンチ）                 | Extreme Challenge 40                                                | 2001年6月16日  |
| ○    | ジョン・クロンク           | 1R ギブアップ（パンチ連打）          | Gladiators 14                                                       | 2001年5月11日  |
| ○    | ブルース・ネルソン         | 1R 3:01 フロントチョーク             | Freestyle Combat Challenge 4                                        | 2001年3月31日  |
| ○    | ブレット・アルアザウィ     | 1R 3:27 腕ひしぎ十字固め             | Rings USA: Battle of Champions                                      | 2001年3月17日  |
| ×    | ペレ                       | 1R 4:45 KO（膝蹴り）                 | Shidokan Jitsu: Warriors War 1 【1回戦】                            | 2001年2月8日   |
| ×    | デニス・ホールマン         | 1R 0:20 腕ひしぎ十字固め             | UFC 29: Defense of the Belts                                        | 2000年12月16日 |
| ○    | メイナード・マルコム       | 1R 6:29 V1アームロック               | Rings Australia: Free Fight Battle                                  | 2000年11月12日 |
| ○    | ロビー・ニューマン         | 1R 1:40 肩固め                       | Rings USA: Rising Stars Final                                       | 2000年9月30日  |
| ○    | クリストファー・ヘイズマン | 5分2R終了 判定3-0                    | リングス Millennium Combine III                                     | 2000年8月23日  |
| ○    | ジョー・ギースト           | 1R 2:45 腕ひしぎ十字固め             | Extreme Challenge 35                                                | 2000年6月29日  |
| ○    | マセロ・アグア             | 1R 4:34 TKO（ドクターストップ）      | UFC 26: Ultimate Field of Dreams                                    | 2000年6月9日   |
| ○    | ショーン・ピータース       | 1R 2:52 肩固め                       | Extreme Challenge 32                                                | 2000年5月21日  |
| ○    | アレッシャンドリ・バロス   | 5分3R終了 判定3-0                    | WEF 9: World Class                                                  | 2000年5月13日  |
| ○    | エリック・ダビラ           | 2R 3:24 V1アームロック               | SuperBrawl 17                                                       | 2000年4月15日  |
| ○    | ジョルジ・ペレイラ         | 1R 6:00 TKO（ドクターストップ）      | WEF 8: Goin' Platinum                                               | 2000年1月15日  |
| ○    | ダニエル・ヴィアナ         | 1R TKO（カット）                     | Jeet Kune Do Challenge 4                                            | 1999年11月20日 |
| ○    | ラバーン・クラーク         | 2R 1:35 チョークスリーパー           | Extreme Challenge 29 【決勝】                                       | 1999年11月13日 |
| ○    | トム・シュミッツ           | 1R 0:48 ギブアップ（目の負傷）       | Extreme Challenge 29 【準決勝】                                     | 1999年11月13日 |
| ○    | ジョー・ドークセン         | 2R 0:25 ギブアップ（パンチ連打）     | Extreme Challenge 29 【1回戦】                                      | 1999年11月13日 |
| ○    | ヴァレリ・イグナトフ       | 5分3R終了 判定3-0                    | UFC 22: There Can Be Only One Champion                              | 1999年9月24日  |
| ○    | 郷野聡寛                   | 5分3R終了 判定3-0                    | 修斗 the Renaxis 1999 "10 Years Anniversary"                        | 1999年5月29日  |
| ○    | エリック・シュナイダー     | 1R TKO（バスター）                   | Jeet Kune Do Challenge 4                                            | 1999年4月24日  |
| ○    | ジョー・スターン           | 1R 2:30 ギブアップ（パンチ連打）     | Extreme Challenge 23                                                | 1999年4月2日   |
| ○    | ライアン・スタウト         | 2R終了時 TKO（タオル投入）           | Extreme Shootfighting                                               | 1998年12月11日 |
| ×    | デニス・ホールマン         | 1R 0:17 フロントチョーク             | Extreme Challenge 21 【決勝】                                       | 1998年10月17日 |
| ○    | デイブ・メネー             | 15分1R終了 判定3-0                   | Extreme Challenge 21 【準決勝】                                     | 1998年10月17日 |
| ○    | ビクトー・ハンセイカー     | 1R 1:39 TKO（グランドの打撃）        | Extreme Challenge 21 【1回戦】                                      | 1998年10月17日 |
| ○    | クレイグ・クイック         | 1R ギブアップ（スタンドの打撃）      | Jeet Kune Do Challenge 2                                            | 1998年4月25日  |
| ○    | エリック・シュナイダー     | 1R 0:15 KO（バスター）               | Jeet Kune Do Challenge 1                                            | 1998年1月1日   |

### グラップリング
| 勝敗 | 対戦相手             | 試合結果         | 大会名                              | 開催年月日   |
| ×    | ティト・オーティズ   | ポイント2-4      | ADCC 2000 【99 kg未満級 3位決定戦】 | 2000年3月2日 |
| ×    | ジェフ・モンソン     | ポイント0-2      | ADCC 2000 【99 kg未満級 準決勝】    | 2000年3月2日 |
| ○    | ジェレミー・ホーン   | ギブアップ       | ADCC 2000 【99 kg未満級 2回戦】     | 2000年3月1日 |
| ○    | ヒカルド・アルメイダ | ポイント0-（-1） | ADCC 2000 【99 kg未満級 1回戦】     | 2000年3月1日 |

## 獲得タイトル
- Extreme Challenge 29 優勝（1999年）
- 第3代UFC世界ウェルター級王座（2001年）
- 第5代UFC世界ウェルター級王座（2004年）

## 表彰
- UFC ファイト・オブ・ザ・ナイト（2回）
- UFC サブミッション・オブ・ザ・ナイト（1回）
- UFC サブミッション・オブ・ザ・イヤー（2005年、フラク・トリッグ戦）
- UFC殿堂入り（2010年）
- スポーツ・イラストレイテッド UFCグレイテスト・ファイト（BJ・ペン戦/2006年）
- レスリングNCAAオールアメリカン（2回）
- レスリングNJCAA 殿堂入り（2012年）
- イースタン・イリノイ大学 殿堂入り（2008年）